# Distrito de Villa Virgen
El Distrito peruano de Villa Virgen es uno de los quince distritos de la Provincia de La Convención, ubicada en el Departamento de Cusco, bajo la administración el Gobierno regional del Cusco. 
Desde el punto de vista jerárquico de la Iglesia católica forma parte de la Vicariato apostólico de Puerto Maldonado
Fundador y Colono: Fortunato Uribe Vílchez.

## Historia
Fue creado mediante Ley 30279 del 2 de diciembre de 2014 durante el gobierno del Presidente Ollanta Humala.

## Geografía
Su capital es el poblado de Villa Virgen situado a los 650 m s. n. m. (metros sobre el nivel del mar).

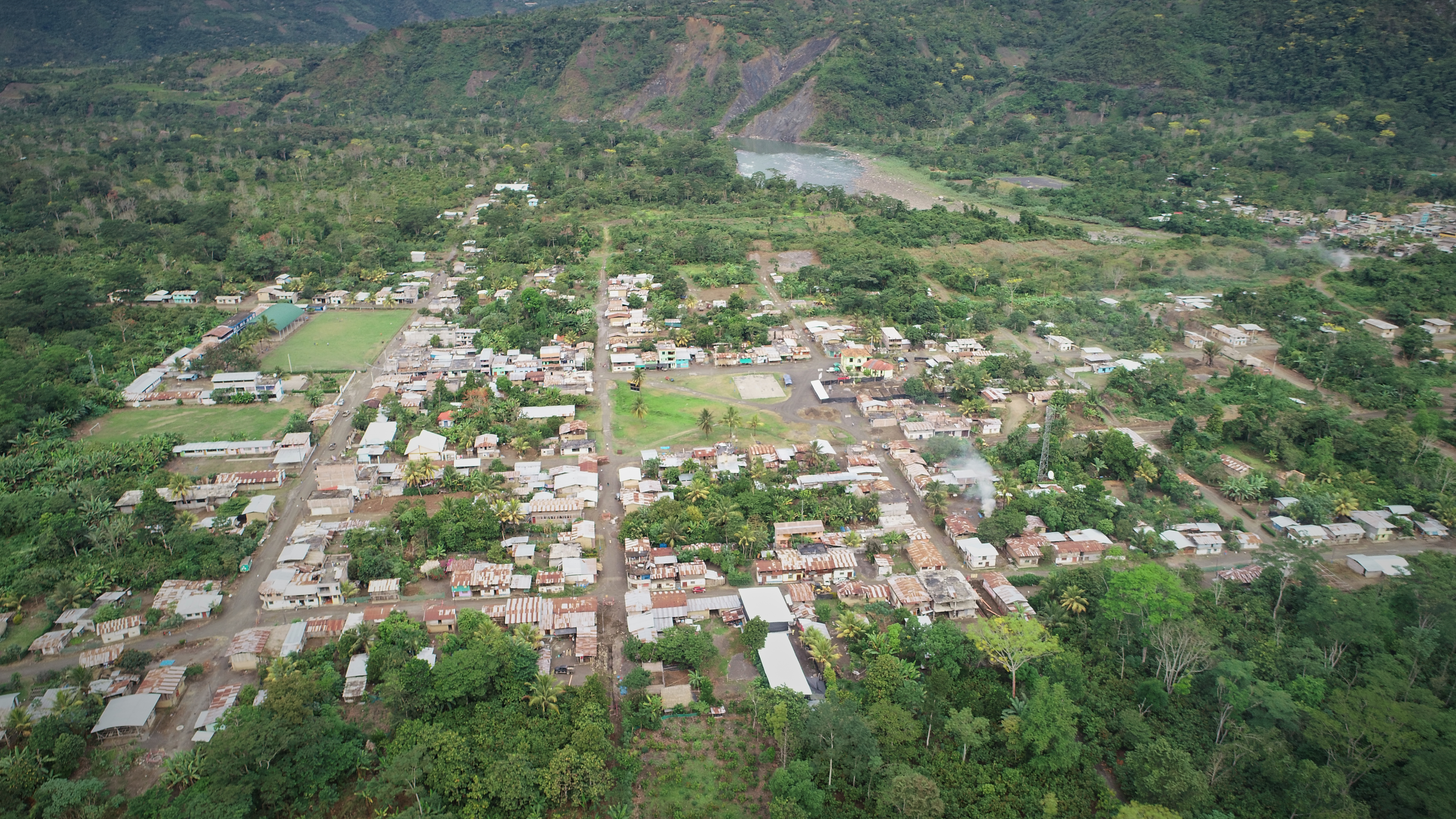

## Autoridades

### Municipales
- 2023-2026[3]
  - Alcalde: Percy Rojas Gutiérrez, del Partido Somos Peru
  - Regidores: Olivia Ruth Jeri Espino, Miguel Pampas Cóndor, Rosa Loayza Huamán, Mauro Monzón Castillo, Neisa Margoth Bacilio Rocha.
- 2019-2022[3]
  - Alcalde: Wilber Mozo Llocclla, del Partido Aillu (A).
  - Regidores: Walter Ñuflo Peña, Alexis Saca Alvarado, Liz Mauricio Barrientos, Juan Aspur Palomino, Juan Montano Lobaton.
- 2015-2018[3]
  - Alcalde: Nemecio Villano Gutiérrez, del Partido Alianza para el Progreso (APP).
  - Regidores: Jacinto Quispe Ortiz (APP), Edwin Aguilar Ramírez (APP), Itman Lake Gutiérrez Berrocal (APP), Nicanor Morelli Quispe (APP), Saturnino Contreras Meza (Kausachun Cusco).

## Festividades
- Virgen Asunta.
- Santísima Cruz.
- 2 de diciembre aniversario de la creación política del Distrito de Villa Virgen.